# 김형기 (아나운서)
김형기(1984년 2월 15일 ~)는 대한민국 MBC의 라디오 프리랜서 앵커다.

## 경력
- 2009년 ~ 2011년 : 국회방송 아나운서
- 2011년 5월 ~ 2012년 5월 : YTN 아나운서
- 2013년 ~ 2014년 : TV조선 뉴스 기자
- 2013년 ~ 2016년 2월 : BBS 불교방송 아나운서
- 2016년 2월 ~ 2017년 12월 : MBC 보도국 앵커
- 2018년 1월 ~ : SBS CNBC

## 진행

### 텔레비전
- YTN 이브닝뉴스
- YTN 스포츠뉴스
- 2014년 ~ 2016년: BBS 뉴스
- 2016년: MBC 몬스터 49,50회 특별출연

### 라디오
- 불교방송 : 한낮의 풍경소리
- 2015년 ~ 2016년: 불교방송 밤으로의 여행
- 2016년 2월 1일 ~ 2017년 12월 31일: MBC 표준FM MBC 아침종합뉴스, MBC 정오뉴스